# Jean-Marie Gustave Le Clézio
Jean-Marie Gustave Le Clézio (Nice, 13 april 1940) is een Frans schrijver aan wie in 2008 de Nobelprijs voor Literatuur werd toegekend, vanwege zijn nieuwe inzichten, dichterlijke avonturen en zijn betrokkenheid bij de mensen, die niet tot de overheersende beschaving behoren.
Le Clézio bezit zowel de Franse als de Mauritiaanse nationaliteit. Hij publiceert zijn werk onder de naam J.M.G. Le Clézio.

## Jeugd en vorming
J.M.G. Le Clézio is een afstammeling van een oud Bretons geslacht. Hij is in Nice geboren, maar bracht een deel van zijn jeugd door op Mauritius, waar vele generaties van zijn familie als bankier hadden gewerkt. Zijn vader was van Britse en zijn moeder van Franse afkomst. Tijdens de Tweede Wereldoorlog woonde hij bij zijn oma in Nice. Als oorlogskind ervoer hij gevoelens van angst en honger
,zo ontplofte honderd meter van het huis een vliegtuigbom. Noodgedwongen bracht hij het grootste deel van de tijd binnenshuis door. Hij verslond alle boeken die zijn grootouders hadden. Alle pagina’s spelde hij uit, van de Bijbel, via Don Quichot tot de Encyclopædia Britannica.
Zo kreeg hij de smaak van het schrijven te pakken en al op zevenjarige leeftijd  schreef hij een boek over de zee, La mer.
Toen de Canadese tanks Nice binnen rolden bedelde hij bij de bevrijders om voedsel en kreeg een blikje spam toegeworpen. Vele jaren later (in 2008) zou hij een boek over  de oorlog schrijven, Wandering Star. Het verhaal van twee jonge vrouwen, de ene getekend door de Holocaust en de ander door de oprichting van de  Israël. 

Aan het einde van zijn tienerjaren zag hij hoe leeftijdsgenoten gedwongen in militaire dienst traden om te vechten tijdens de  Algerijnse oorlog. Le Clézio wilde niet betrokken raken bij deze koloniale oorlog en ontdook de dienstplicht. Hij zag vele vrienden in een lijkkist uit Algerije terugkeren. Zo stond zijn jeugd in het teken van de angst en een blijvend gevoel van onveiligheid.
Korte tijd bracht hij in Nigeria door, waar zijn vader als arts werkte. Terug in Frankrijk behaalde hij zijn bachelor literatuur aan het Institut d’’Etudes Literaires (tegenwoordig Universiteit van Nice) en zijn masters aan de Universiteit van Aix-en-Provence.
De eerste roman, waarmee Le Clézio in Frankrijk bekendheid verwierf was Le Procès-Verbal (1963). Het boek stond op de shortlist van de Prix Goncourt en de auteur won er de Prix Renaudot mee.

## Nomade
Le Clézio wordt beschouwd als een moderne nomade, die leeft en reist tussen Midden-Amerika, Marokko en Europa en die boeken schrijft met een grensoverstijgende thematiek en kosmopolitische sfeer. Van 1967 tot 1970 bracht hij langere tijd door bij de Emberá-Wounaan-indianen in de Panamese jungle en leerde ook hun taal. Zijn belangstelling voor de indiaanse cultuur is terug te vinden in verschillende van zijn boeken, zoals Hai. Hij verhuisde na deze tijd naar Albuquerque en vertaalde ook een aantal mythes en sagen van de Native Americans.
Hij zegt, dat hij overal waar hij voor langere tijd verblijft zijn identiteit probeert aan te passen aan de omgeving of zelfs een nieuwe identiteit aan te nemen. Zijn innerlijke zelf beschrijft hij als in voortdurende verandering. Hij zegt: "Eigenlijk weet je niets, maar bent voortdurend op zoek. Mijn boeken geven geen antwoorden, maar stellen vragen."
Tot 1975 legde Le Clézio zich toe op onderwerpen als de verbeelding in woorden, hoe taal functioneert en hoe het schrijfproces verloopt. Zijn boeken uit die tijd waren geschreven in een experimentele, postmodernistische stijl. Daarna wijzigt zich zijn stijl, hij gaat ingetogener en realistischer schrijven. Zijn thema's waaieren uiteen van de jeugd, volwassen worden naar verhalen die zich afspelen in verre landen en de ontmoeting met andere volkeren. Met die verandering wint hij ook een breder publiek.
Een regelmatig terugkerend thema in zijn werk is taal. Hij is tweetalig, Engels en  Frans. Maar hij benadrukt dat Frans niet zijn moedertaal is en Frankrijk evenmin zijn land.  Boeken zijn de plaats, waarin hij zich het meeste thuis voelt. 
Landschappen spelen een belangrijke rol in zijn werk. Het liefst zat hij ook buiten te schrijven op het strand van Nice. In de warme zon ervoer hij de kracht van de natuur.  Zijn boeken beschrijven een uitwisseling tussen het bewustzijn van mensen en dieren, want hij vindt dat er weinig verschillen zijn tussen al deze vormen van het leven. De natuur is ook een deel van het grote geheel en in een roman voegt hij al deze bestanddelen samen.

## Nieuwe literatuur
De auteur is een voorstander van het actief promoten van nieuwe literatuur. Boeken van schrijvers uit de voormalige kolonies van Frankrijk. Zoeken naar een nieuwe Frantz Fanon, de schrijver/psychiater die zich fel uitsprak tegen het kolonialisme. Hij kent talentvolle kunstenaars uit Nieuw Caledonië, Martinique en andere (oud) gebiedsdelen van Frankrijk. Zij leggen getuigenis af van hun leven in een nieuwe taal en kunnen daarmee de wereld beïnvloeden. Le Clézio bepleit interculturaliteit. De derde wereld verdient een eigen stem. Alle culturen hebben het recht zich uit te spreken. Geen enkele cultuur is beter dan de anderen. 

In een land als Frankrijk is er een onderzoek gaande naar de ware, nationale identiteit. Het heeft niets opgeleverd, zegt De Clézio. Het doet denken aan duistere tijden in de geschiedenis toen er ook naar etnische zuiverheid werd gezocht. De Franse jeugd is juist een afspiegeling van de verscheidenheid van culturen. Voormalige immigranten, Afrikanen, jongeren uit Marokko en Algerije zijn oververtegenwoordigd in de banlieue en ervaren een ongelijke behandeling. In zijn boeken wil hij wil een stem geven aan de verschillende onderliggende culturen, in plaats van deze op een afstand te bekijken, zoals bij de opera.

## Prijzen (selectie)
- 1963: prix Théophraste-Renaudot
- 1972: prix littéraire Valery-Larbaud
- 1980: grand prix de littérature Paul-Morand, uitgereikt door de Académie française
- 1997: grand prix Jean-Giono
- 1998: prix Prince-de-Monaco
- 2008: Stig Dagermanpriset
- 2008: Nobelprijs voor Literatuur

## Werken

### Fictie
- Le Procès-verbal, 1963 (Prix Renaudot). 
  - Nederlandse vertaling: Het proces-verbaal. Vertaald door Thérèse Cornips. Uitgeverij De Geus, 2009. ISBN 9789044514667
- Le Jour où Beaumont fit connaissance avec sa douleur, 1964
- La Fièvre, 1965
- Le Déluge, 1966
- Terra Amata, 1967
- Le Livre des fuites, 1969
- La Guerre, 1970
- Lullaby, 1970
- Les Géants, 1973
- Voyages de l'autre côté, 1975
- Mondo et autres histoires, 1978
- Désert, 1980 (Grand prix de littérature Paul-Morand van de Académie française)
- La Ronde et autres faits divers, 1982
- Le Chercheur d'or, 1985
- Voyage à Rodrigues, 1986
- Printemps et autres saisons, 1989. 
  - Nederlandse vertaling: Lente en andere seizoenen. Uitgeverij Vrijdag, 2008. ISBN 9789460010224
- Onitsha, 1991
- Étoile errante, 1992
- Pawana, 1992
- La Quarantaine, 1995
- Poisson d'or, 1997. 
  - Nederlandse vertaling: Gouden vis. Vertaald door Maria Noordman. Singel Uitgevers, 1999. ISBN 9789052265186
- Hasard (suivi d'Angoli Mala), 1999. 
  - Nederlandse vertaling van Hasard: In volle zee. Vertaald door Maria Noordman. Uitgeverij De Geus, 2001. ISBN 9789052268095.
  - Nederlandse vertaling van Angoli Mala: Angoli Mala. Vertaald door Maria Noordman. Uitgeverij De Geus, 2001. ISBN 9789052269801
- Cœur Brûle et autres romances, 2000
- Révolutions, 2003. 
  - Nederlandse vertaling: Omwentelingen. Vertaald door Maria Noordman. Uitgeverij De Geus, 2004. ISBN 9789044504224
- Ourania, 2005. 
  - Nederlandse vertaling: Urania. Vertaald door Maria Noordman. Uitgeverij De Geus, 2011. ISBN 9789044515282
- Ritournelle de la faim, 2008. 
  - Nederlandse vertaling: Refrein van de honger. Vertaald door Maria Noordman. Uitgeverij De Geus, 2010. ISBN 9789044515022

### Essays
- L'Extase matérielle, 1967
- Haï, 1971
- Mydriase, 1973
- Vers les icebergs, 1978
- L'Inconnu sur la Terre, 1978
- Trois Villes saintes, 1980
- Le Rêve mexicain ou la pensée interrompue, 1988
- Diego et Frida, 1993. 
  - Nederlandse vertaling: Diego en Frida. De geschiedenis van een legendarisch paar. Vertaald door Maria Noordman. Uitgeverij De Geus, 2003. ISBN 9789044516180
- La Fête chantée, 1997
- Raga : approche du continent invisible, 2006
- Ballaciner, 2007

### Reisverslagen
- Gens des nuages, 1997
- L'Africain, 2004. 
  - Nederlandse vertaling: De afrikaan. Vertaald door Maria Noordman. Uitgeverij De Geus, 2005. ISBN 9789044506112

### Tekstedities
- Les Prophéties du Chilam Balam, 1976
- Sirandanes, 1990

### Kinderboeken
- Voyage au pays des arbres, 1978
- Relation de Michoacan, 1984

- Bibsys: 90082961
- Biblioteca Nacional de Chile: 000113375
- Biblioteca Nacional de España: XX965769
- Bibliothèque nationale de France: cb119115538 (data)
- Catàleg d'autoritats de noms i títols de Catalunya: 981058513021706706
- CiNii: DA00351581
- Digitale Bibliotheek voor de Nederlandse Letteren: clez001
- Gemeinsame Normdatei: 118570692
- International Standard Name Identifier: 0000 0001 2145 7913
- Library of Congress Control Number: n50039803
- Nationale Bibliotheek van Letland: 000009364
- MusicBrainz: 41ffd8dd-034b-46d4-be27-dad21a0e9fd8
- Bibliotheek van het Japanse parlement: 00447072
- Nationale Bibliotheek van Tsjechië: jn19981001732
- Nationale bibliotheek van Australië: 35295216
- Nationale Bibliotheek van Israël: 987007264324905171
- Nationale Bibliotheek van Polen: a0000002459100
- Nationale en Universitaire bibliotheek Zagreb: 000051618
- Nederlandse Thesaurus van Auteursnamen: 068409117
- Istituto Centrale per il Catalogo Unico: CFIV058974
- LIBRIS: 70378
- SNAC: w64f2mrm
- Système universitaire de documentation: 027593797
- Trove: 901320
- Virtual International Authority File: 101808164
- WorldCat: E39PBJtMjpB9WwYqVccYbw6xjC

1901: Prudhomme ·
1902: Mommsen ·
1903: Bjørnson ·
1904: Mistral, Echegaray ·
1905: Sienkiewicz ·
1906: Carducci ·
1907: Kipling ·
1908: Eucken ·
1909: Lagerlöf ·
1910: Heyse ·
1911: Maeterlinck ·
1912: Hauptmann ·
1913: Tagore ·
1915: Rolland ·
1916: Heidenstam ·
1917: Gjellerup, Pontoppidan ·
1919: Spitteler ·
1920: Hamsun ·
1921: France ·
1922: Benavente ·
1923: Yeats ·
1924: Reymont ·
1925: Shaw ·
1926: Deledda ·
1927: Bergson ·
1928: Undset ·
1929: Mann ·
1930: Lewis ·
1931: Karlfeldt ·
1932: Galsworthy ·
1933: Boenin ·
1934: Pirandello ·
1936: O'Neill ·
1937: Gard ·
1938: Buck ·
1939: Sillanpää ·
1944: Jensen ·
1945: Mistral ·
1946: Hesse ·
1947: Gide ·
1948: Eliot ·
1949: Faulkner ·
1950: Russell ·
1951: Lagerkvist ·
1952: Mauriac ·
1953: Churchill ·
1954: Hemingway ·
1955: Laxness ·
1956: Jiménez ·
1957: Camus ·
1958: Pasternak ·
1959: Quasimodo ·
1960: Perse ·
1961: Andrić ·
1962: Steinbeck ·
1963: Seferis ·
1964: Sartre (geweigerd) ·
1965: Sjolochov ·
1966: Agnon, Sachs ·
1967: Asturias ·
1968: Kawabata ·
1969: Beckett ·
1970: Solzjenitsyn ·
1971: Neruda ·
1972: Böll ·
1973: White ·
1974: Johnson, Martinson ·
1975: Montale ·
1976: Bellow ·
1977: Aleixandre ·
1978: Singer ·
1979: Elýtis ·
1980: Miłosz ·
1981: Canetti ·
1982: García Márquez ·
1983: Golding ·
1984: Seifert ·
1985: Simon ·
1986: Soyinka ·
1987: Brodsky ·
1988: Mahfoez ·
1989: Cela ·
1990: Paz ·
1991: Gordimer ·
1992: Walcott ·
1993: Morrison ·
1994: Oë ·
1995: Heaney ·
1996: Szymborska ·
1997: Fo ·
1998: Saramago ·
1999: Grass ·
2000: Gao ·
2001: Naipaul ·
2002: Kertész ·
2003: Coetzee ·
2004: Jelinek ·
2005: Pinter ·
2006: Pamuk ·
2007: Lessing ·
2008: Le Clézio ·
2009: Müller ·
2010: Vargas Llosa ·
2011: Tranströmer ·
2012: Mo ·
2013: Munro ·
2014: Modiano ·
2015: Aleksijevitsj ·
2016: Dylan ·
2017: Ishiguro ·
2018: Tokarczuk ·
2019: Handke ·
2020: Glück ·
2021: Gurnah ·
2022: Ernaux ·
2023: Fosse ·
2024: Kang ·